# دوريس لويد
دوريس لويد (بالإنجليزية: Doris Lloyd)‏ (3 يوليو 1891 - 21 مايو 1968) كانت ممثلة أمريكية - إنجليزية، عٌرفت لدورها في فيلم آلة الزمن  وصوت الموسيقى.

## وصلات خارجية
- دوريس لويد على موقع IMDb (الإنجليزية)
- دوريس لويد على موقع أول موفي (الإنجليزية)
- دوريس لويد على موقع قاعدة بيانات برودواي على الإنترنت (الإنجليزية)
- دوريس لويد على موقع قاعدة بيانات الأفلام السويدية (السويدية)
- دوريس لويد على موقع إن إن دي بي (الإنجليزية)
- دوريس لويد على موقع قاعدة بيانات الفيلم (الإنجليزية)
- دوريس لويد على موقع كينوبويسك (الروسية)